# Vencedora (1861)
La Vencedora fue corbeta de hélice con casco de madera y propulsión mixta mediante máquina de vapor y hélice junto con un aparejo auxiliar que prestó servicio en la Armada Española entre 1861 y 1888 perteneciente a la clase Narváez.

## Descripción
Con una eslora de 58 m y un desplazamiento de 778 t, su propulsión corría a cargo de una máquina de vapor de 200 hp que accionaba una única hélice. Estaba armada con dos cañones giratorios de 200 mm en los costados y dos de 160 mm giratorios a proa.

## Historial
El 1862 fue enviada bajo el mando del almirante Luis Hernández-Pinzón Álvarez junto con las fragatas de hélice Triunfo y Resolución y la goleta protegida Virgen de Covadonga como parte de la expedición científica al Pacífico como buque insignia de esa escuadra, zarpando desde Cádiz el 10 de agosto de 1862 con tres zoólogos, un geólogo, un botánico, un antropólogo, un taxidermista y un fotógrafo a bordo y con la ruta Canarias, Cabo Verde, Brasil, Río de la Plata, desde donde zarparon de la ciudad de Montevideo el 10 de enero de 1863, la Patagonia, Islas Malvinas, pasaron el Cabo de Hornos el 6 de febrero, Chiloé, costas de Chile y Perú y California, arribando a San Francisco el 9 de octubre, zarpando de nuevo el 1 de noviembre con rumbo a Valparaíso, a donde arribó el 13 de enero de 1864.
Participó en el bombardeo de Valparaíso, en la que tuvo como objetivos la intendencia y la bolsa y en la Combate del Callao, donde se enfrentó a las defensas de la zona norte y retiró de la línea de fuego a la dañada Villa de Madrid
Finaliza la guerra fue enviada a Filipinas donde intervino en todas las campañas contra Parang y Joló entre 1871 y 1882. En 1888 fue desarmada y dada de baja.